# Enguinegatte
Enguinegatte est une ancienne commune française située dans le département du Pas-de-Calais en région Hauts-de-France.
Depuis le 1er janvier 2017, Enguinegatte est devenue une commune déléguée au sein de la commune nouvelle d'Enquin-lez-Guinegatte avec Enquin-les-Mines. Le chef-lieu de la commune nouvelle est fixé sur l'ancienne commune.

## Géographie

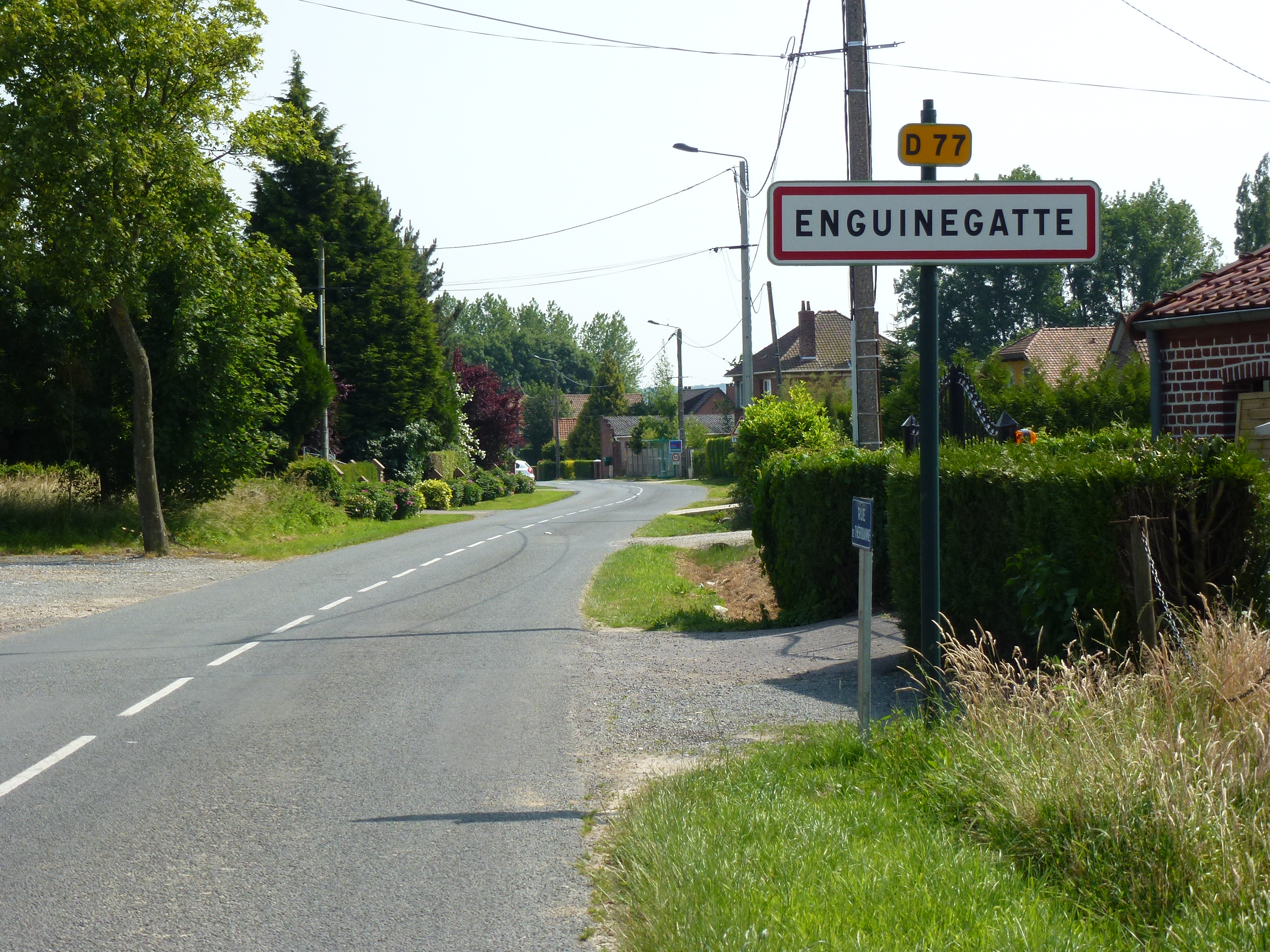
Entrée de la commune.

Une petite partie du territoire de la commune était incorporée dans le périmètre de la concession de Fléchinelle pour l'exploitation des veines de charbon.

### Communes limitrophes
| Thérouanne                 |              | Mametz           |
|                            | Enguinegatte | Blessy           |
| Delettes Erny-Saint-Julien |              | Enquin-les-Mines |

## Toponymie
Le nom de la localité est attesté sous les formes Incenegata (1157) ; Inkenegata (1168) ; Inqhenegata (1169) ; Inchenegata (1179) ; Hinghenegate (1183) ; Inkenegatha (1203) ; Enkingate (1218) ; Inkenegate (1243) ; Enkinegate juxta Erny (1248) ; Ekinegate (XIIIe siècle) ; Enguinegaste (1337) ; Enkinegrate (XIVe siècle) ; Enghinegate-au-Boes (1413) ; Enquinegate (vers 1512) ; Guinegatte (1517) ; Esquignegate (1518) ; Esquynegate (1528) ; Enguinegatten (1559).
- Ingwinegate en flamand[2].

## Histoire
Enguinegatte, qui s'appelait autrefois Guinegatte, fut le siège d'au moins deux batailles :
- En 1479, les Français de Louis XI, commandés par Philippe de Crèvecœur d'Esquerdes, sont vaincus par les Flamands de Maximilien de Habsbourg (archiduc d'Autriche, et, par son mariage avec Marie de Bourgogne, duc et comte de Bourgogne, comte de Flandre, duc de Brabant, etc.) ;

- En 1513, lors de la Journée des éperons, Maximilien, toujours lui, mais devenu depuis lors empereur germanique, et allié cette fois à Henri VIII d'Angleterre, y vainc les troupes de Louis XII.

## Politique et administration

Enguinegatte dans son canton et dans l'arrondissement de Saint-Omer.

| Période                                  | Période       | Identité           | Étiquette | Qualité                                               |
| ---------------------------------------- | ------------- | ------------------ | --------- | ----------------------------------------------------- |
| Les données manquantes sont à compléter. |               |                    |           |                                                       |
| mars 1989                                | 2001          | Michel Dupuis      |           |                                                       |
| mars 2001                                | 2008          | Claude Dehurtevent |           |                                                       |
| mars 2008                                | 2014          | Stéphane Verdin    | DVD       |                                                       |
| 2014,                                    | Décembre 2016 | Iannick Henneuse   |           | Directeur de transactions dans une agence immobilière |

## Démographie

### Évolution démographique
L'évolution du nombre d'habitants est connue à travers les recensements de la population effectués dans la commune depuis 1793. À partir du 1er janvier 2009, les populations légales des communes sont publiées annuellement dans le cadre d'un recensement qui repose désormais sur une collecte d'information annuelle, concernant successivement tous les territoires communaux au cours d'une période de cinq ans. 
Pour les communes de moins de 10 000 habitants, une enquête de recensement portant sur toute la population est réalisée tous les cinq ans, les populations légales des années intermédiaires étant quant à elles estimées par interpolation ou extrapolation. Pour la commune, le premier recensement exhaustif entrant dans le cadre du nouveau dispositif a été réalisé en 2005,.
En 2014, la commune comptait 456 habitants, en évolution de +5,8 % par rapport à 2009 (Pas-de-Calais : +0,78 %, France hors Mayotte : +2,49 %).
| 1793 | 1800 | 1806 | 1821 | 1831 | 1836 | 1841 | 1846 | 1851 |
| ---- | ---- | ---- | ---- | ---- | ---- | ---- | ---- | ---- |
| 401  | 345  | 477  | 417  | 432  | 400  | 414  | 418  | 464  |

| 1856 | 1861 | 1866 | 1872 | 1876 | 1881 | 1886 | 1891 | 1896 |
| ---- | ---- | ---- | ---- | ---- | ---- | ---- | ---- | ---- |
| 445  | 460  | 473  | 453  | 482  | 486  | 490  | 472  | 488  |

| 1901 | 1906 | 1911 | 1921 | 1926 | 1931 | 1936 | 1946 | 1954 |
| ---- | ---- | ---- | ---- | ---- | ---- | ---- | ---- | ---- |
| 481  | 456  | 456  | 407  | 441  | 441  | 430  | 430  | 439  |

| 1962 | 1968 | 1975 | 1982 | 1990 | 1999 | 2005 | 2010 | 2014 |
| ---- | ---- | ---- | ---- | ---- | ---- | ---- | ---- | ---- |
| 422  | 381  | 367  | 354  | 388  | 365  | 374  | 456  | 456  |

### Pyramide des âges
La population de la commune est relativement jeune. Le taux de personnes d'un âge supérieur à 60 ans (21,4 %) est en effet supérieur au taux national (21,6 %) tout en étant toutefois inférieur au taux départemental (19,8 %).						
Contrairement aux répartitions nationale et départementale, la population masculine de la commune est égale à la population féminine.						
La répartition de la population de la commune par tranches d'âge est, en 2007, la suivante :						
- 50 % d’hommes (0 à 14 ans = 18,2 %, 15 à 29 ans = 16,6 %, 30 à 44 ans = 23,5 %, 45 à 59 ans = 22,5 %, plus de 60 ans = 19,3 %) ;
- 50 % de femmes (0 à 14 ans = 16,6 %, 15 à 29 ans = 18,2 %, 30 à 44 ans = 18,2 %, 45 à 59 ans = 23,5 %, plus de 60 ans = 23,6 %).

| Hommes | Classe d’âge | Femmes |
| ------ | ------------ | ------ |
| 0,0    | 90 ans ou +  | 1,1    |
| 7,5    | 75 à 89 ans  | 9,1    |
| 11,8   | 60 à 74 ans  | 13,4   |
| 22,5   | 45 à 59 ans  | 23,5   |
| 23,5   | 30 à 44 ans  | 18,2   |
| 16,6   | 15 à 29 ans  | 18,2   |
| 18,2   | 0 à 14 ans   | 16,6   |

| Hommes | Classe d’âge | Femmes |
| ------ | ------------ | ------ |
| 0,2    | 90 ans ou +  | 0,8    |
| 5,1    | 75 à 89 ans  | 9,1    |
| 11,1   | 60 à 74 ans  | 12,9   |
| 21,0   | 45 à 59 ans  | 20,1   |
| 20,9   | 30 à 44 ans  | 19,6   |
| 20,4   | 15 à 29 ans  | 18,5   |
| 21,3   | 0 à 14 ans   | 18,9   |

## Héraldique
|  | Les armes de la ville se blasonnent ainsi : de gueules au chevron d'hermine, au chef d'argent chargé d'un lion issant de gueules |

## Lieux et monuments
L'église a été dessinée par l'architecte Joseph Philippe (disciple de Paul Bellot).

## Pour approfondir